# Trachypithecus mauritius
Trachypithecus mauritius is een zoogdier uit de familie van de apen van de Oude Wereld (Cercopithecidae). De wetenschappelijke naam van de soort werd voor het eerst geldig gepubliceerd door Edward Griffith in 1821.

## Voorkomen
De soort komt voor in het westen van Java.